# CITY OF TRACKS
『CITY OF TRACKS』（シティ・オブ・トラックス）は、4D-JAMの1枚目のアルバムである。1999年8月4日発売。発売元はGIZA studio。

## 収録曲
1. STRAWBERRY JAM(3:17)
作詞：ふるかわ魔法/シオジリケンジ、作曲：シオジリケンジ、編曲：4D-JAM
2. City Of Tracks(5:17)
作詞・作曲：シオジリケンジ、編曲：4D-JAM
3. COCORO (Album Edit)(5:08)
作詞：ふるかわ魔法/シオジリケンジ、作曲：シオジリケンジ、編曲：4D-JAM
4. CREAM&SUGAR(4:40)
作詞：ふるかわ魔法/シオジリケンジ、作曲：シオジリケンジ、編曲：4D-JAM
5. Natural Thing(4:05)
作詞：ふるかわ魔法/シオジリケンジ、作曲：シオジリケンジ、編曲：4D-JAM
6. Interlude:THE OUTSIDE(0:22)
作曲：HIROMU NAKANO
7. Woman Got Soul(4:05)
作詞：ふるかわ魔法/シオジリケンジ、作曲：シオジリケンジ、編曲：4D-JAM
8. 太陽ノナイ朝 月ノナイ夜(Original Edit)(4:37)
作詞：ふるかわ魔法/シオジリケンジ、作曲：シオジリケンジ、編曲：4D-JAM
9. 27°C(4:06)
作詞：ふるかわ魔法/シオジリケンジ、作曲：シオジリケンジ、編曲：4D-JAM
10. BRAND NEW FLAME(4:17)
作詞：ふるかわ魔法/シオジリケンジ、作曲：シオジリケンジ、編曲：4D-JAM
11. Interlude:THE TOYS(0:31)
作曲：HIROMU NAKANO
12. MaMa(3:56)
作詞：ふるかわ魔法/シオジリケンジ、作曲：シオジリケンジ、編曲：4D-JAM
13. City Of Tracks (On The Day MIX)
作詞・作曲：シオジリケンジ、編曲：4D-JAM